# ايزكيل ايمانويل
ايزكيل ايمانويل (بالإنجليزية: Ezekiel Emanuel)‏ هو عالم أورام أمريكي، ولد في 1957 في شيكاغو في الولايات المتحدة.